# Marian Renke
Marian Renke (ur. 11 lutego 1930 w Piotrkowie Trybunalskim, zm. 16 grudnia 1992) – polski działacz sportowy i dyplomata, prezes Polskiego Komitetu Olimpijskiego (1978–1986), ambasador PRL na Kubie i Jamajce (1971–1976) oraz w Hiszpanii (1986–1990), poseł na Sejm PRL III kadencji. 

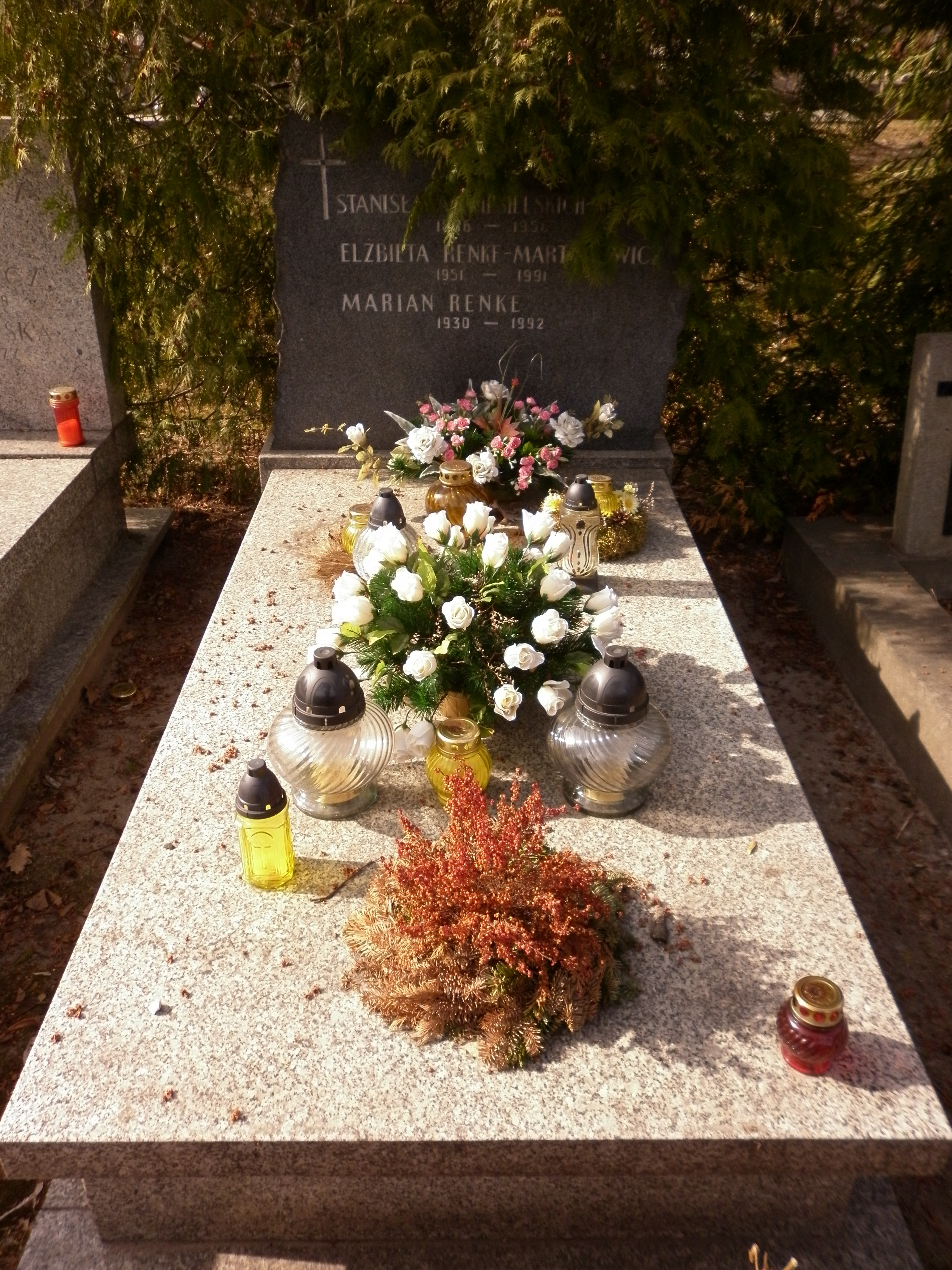
Nagrobek Mariana Renkego

## Życiorys
Był synem Stanisława i Stanisławy z domu Kukulskiej. Od 1944 do 1946 był robotnikiem w zakładach pracy w Piotrkowie Trybunalskim. Studiował na Wydziale Prawno-Ekonomicznym Uniwersytetu Łódzkiego, jednak magisterium uzyskał w Wyższej Szkole Nauk Społecznych przy KC PZPR w 1966.
Od 1947 należał do Polskiej Partii Robotniczej, a od 1948 do Polskiej Zjednoczonej Partii Robotniczej. Działał w organizacjach młodzieżowych. Pełnił funkcje w Związku Walki Młodych i Związku Młodzieży Polskiej, w latach 1957–1964 był I sekretarzem Komitetu Centralnego Związku Młodzieży Socjalistycznej. Był także członkiem Ogólnopolskiego Komitetu Frontu Jedności Narodu. W latach 1961–1965 pełnił mandat posła na Sejm PRL z okręgu Wałbrzych, należał do Komisji Oświaty i Nauki oraz Komisji Spraw Zagranicznych. Był zastępcą członka Komitetu Centralnego PZPR (1959–1971) oraz zastępcą kierownika Wydziału Zagranicznego KC PZPR (1965–1971).
Sprawował funkcję ambasadora PRL na Kubie i Jamajce (1971–1976). Po powrocie do kraju był aktywnym działaczem sportowym: stał na czele Polskiej Federacji Sportu (1976–1978) oraz Polskiego Komitetu Olimpijskiego (1978–1986). Równolegle w latach 1978–1985 sprawował funkcję przewodniczącego Głównego Komitetu Kultury Fizycznej i Sportu. Od 1980 do 1981 był członkiem Centralnej Komisji Kontroli Partyjnej PZPR. W 1983 zasiadł w Narodowej Radzie Kultury. W 1983 wybrany w skład Krajowej Rady Towarzystwa Przyjaźni Polsko-Radzieckiej. Od 1986 do 1990 pełnił misję dyplomatyczną jako ambasadora w Hiszpanii. 
Odznaczony Orderu Sztandaru Pracy II klasy, Krzyżem Oficerskim Orderu Odrodzenia Polski, Medalem 10-lecia Polski Ludowej (1954), Medalem jubileuszowym „W upamiętnieniu 100-lecia urodzin Władimira Iljicza Lenina”, Odznaką „Zasłużony Działacz Kultury Fizycznej” (1963), Złotym odznaczeniem im. Janka Krasickiego (1958), Honorową odznaką Zrzeszenia Studentów Polskich (1962), Odznaką honorową „Zasłużony dla Warmii i Mazur” (1960) oraz Honorową Odznaką Miasta Łodzi (1982)
Był żonaty z Barbarą z domu Dworzyńską (1928–2015). Pochowany na cmentarzu Powązki Wojskowe w Warszawie (kwatera A dod.-1-39).